# 聯合鎮 (保加利亞)

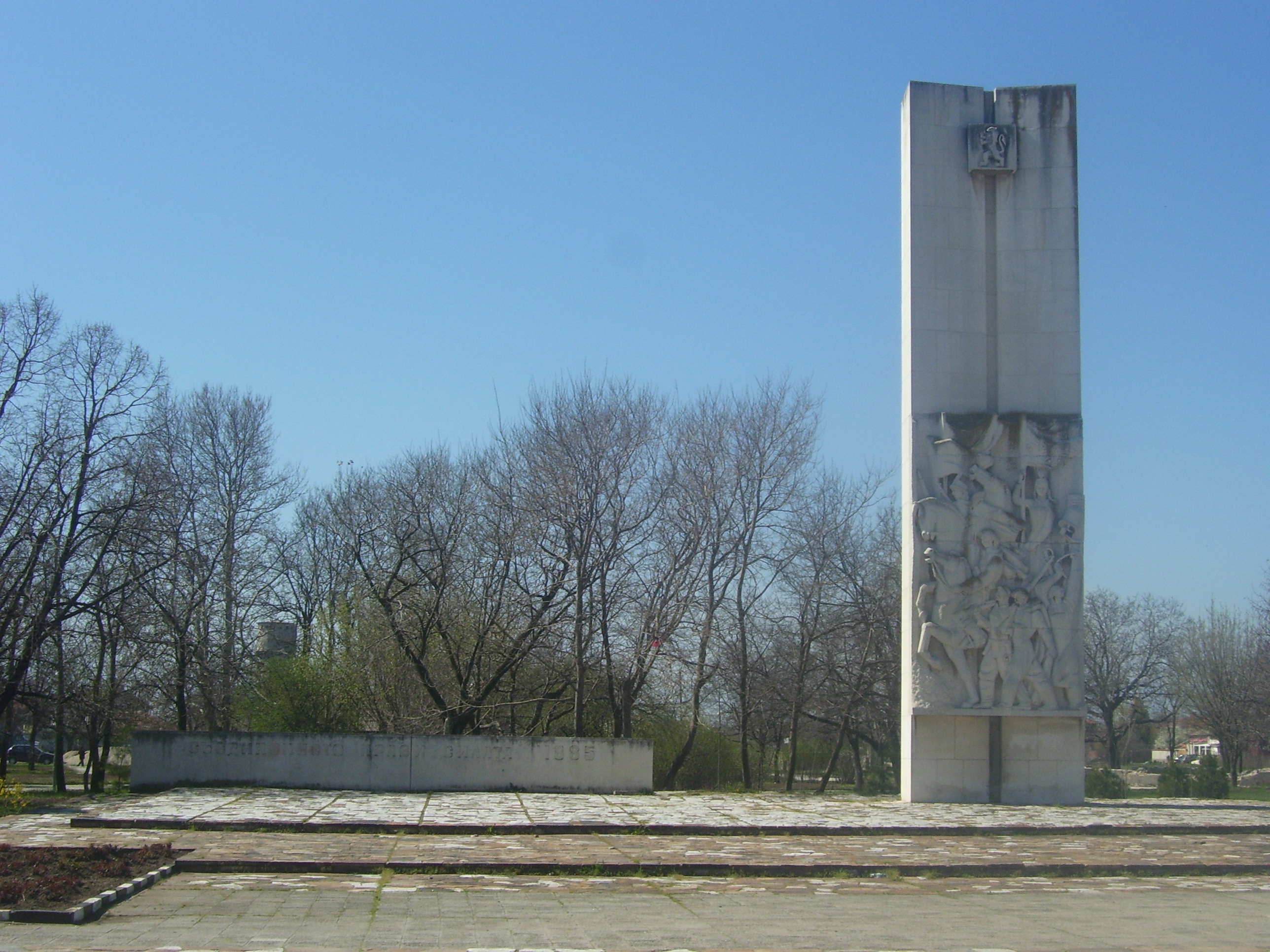
国家纪念碑

聯合鎮是保加利亞中部普羅夫迪夫州聯合鎮市鎮的城鎮及行政中心，距離州府普羅夫迪夫20公里，海拔高度280米，受大陸性氣候影響，2010年人口5,897。